# Onik Gasparián
Onik Viktori Gasparián (en armenio: Օնիկ Վիկտորի Գասպարյան; n. 6 de enero de 1970) es un militar armenio, jefe del Estado Mayor General de las Fuerzas Armadas de Armenia.

## Biografía
Nació en Ijevan, República Socialista Soviética de Armenia, entonces Unión Soviética. Estudió en la Escuela Secundaria No. 5 en Ijevan de 1976 a 1985 y en la Escuela Secundaria No. 147 en Ereván de 1985 a 1986. Se unió al ejército armenio en 1993. Anteriormente sirvió en las Fuerzas Armadas Soviéticas desde 1988. Al principio de su carrera, participó en la defensa de Armenia en el destacamento de Saro en Ijevan. En 1994, resultó gravemente herido por la explosión de una mina mientras realizaba una misión de combate. A mediados de los noventa, estudió en los Cursos para Oficiales Superiores de Vistrel del Ministerio de Defensa de Rusia. Estudió y se graduó con honores de la Academia de Armas Combinadas de Rusia donde estudió en 1998-2001. De 2001 a 2005 fue Comandante de la Unidad Militar 51191, donde se desempeñó antes de ser trasladado a la Unidad Militar 68617. Fue Jefe de Estado Mayor y Subcomandante del 4.º Cuerpo de Ejército entre 2007 y 2008. En 2008, se graduó con honores de la Academia Militar del Estado Mayor de las Fuerzas Armadas de Rusia.
Se convirtió en Jefe de Estado Mayor y Subcomandante del 3.er Cuerpo de Ejército en 2010, siendo ascendido a comandante el 11 de abril de 2012. Fue ascendido al rango de Mayor General el 21 de enero de 2015, lo que le permitió convertirse en Subjefe de Estado Mayor en julio de 2016 y Primer Subjefe de Estado Mayor en junio de 2017. Se convirtió en teniente general en julio de 2019. El 8 de junio de 2020, fue nombrado Jefe del Estado Mayor de las Fuerzas Armadas por orden del presidente Armen Sarkissián, a petición del primer ministro Nikol Pashinián. El ministro de Defensa, David Tonoián presentó a Gasparyan al estado mayor del Ministerio de Defensa dos días después. Anteriormente había sido considerado para el cargo (en 2018), cuando los medios informaron que sería designado. Cuando finalmente fue nombrado, se señaló que provenía de la misma ciudad que el primer ministro Pashinián, lo que dio lugar a especulaciones sobre un eventual nepotismo.